# Emiliano Zapata, Socoltenango
Emiliano Zapata är en ort i Mexiko.   Den ligger i kommunen Socoltenango och delstaten Chiapas, i den sydöstra delen av landet, 800 km sydost om huvudstaden Mexico City. Emiliano Zapata ligger 610 meter över havet och antalet invånare är 658.
Terrängen runt Emiliano Zapata är kuperad västerut, men österut är den platt. Runt Emiliano Zapata är det ganska glesbefolkat, med 35 invånare per kvadratkilometer. Närmaste större samhälle är Socoltenango, 9,8 km nordost om Emiliano Zapata. Omgivningarna runt Emiliano Zapata är en mosaik av jordbruksmark och naturlig växtlighet.